# Ameivula
Genre
Ameivula est un genre de sauriens de la famille des Teiidae.

## Répartition
Les 14 espèces de ce genre se rencontrent en Amérique du Sud.

## Liste des espèces
Selon The Reptile Database (25 août 2014) :
- Ameivula abaetensis (Reis Dias, Rocha & Vrcibradic, 2002)
- Ameivula abalosi (Cabrera, 2012)
- Ameivula cipoensis Arias, Carvalho, Zaher & Rodrigues, 2014
- Ameivula confusioniba (Arias, De Carvalho, Rodrigues & Zaher, 2011)
- Ameivula cyanura (Arias, De Carvalho, Rodrigues & Zaher, 2011)
- Ameivula jalapensis (Colli, Giugliano, Mesquita & Franca, 2009)
- Ameivula littoralis (Rocha, Bamberg Araújo, Vrcibradic, 2000)
- Ameivula mumbuca (Colli, Caldwell, Costa, Gainsbury, Garda, Mesquita, Filho, Soares, Silva, Valdujo, Vieira, Vitt, Werneck, Wiederhecker & Zatz, 2003)
- Ameivula nativo (Rocha, Bergallo & Peccinini-Seale, 1997)
- Ameivula nigrigula (Arias, De Carvalho, Rodrigues & Zaher, 2011)
- Ameivula ocellifera (Spix, 1825)
- Ameivula pyrrhogularis (Basto Da Silva & Ávila-Pires, 2013)
- Ameivula venetacauda (Arias, De Carvalho, Rodrigues & Zaher, 2011)
- Ameivula xacriaba Arias, Texeira Jr., Recoder, Carvalho, Zaher & Rodrigues, 2014

## Publication originale
- Harvey, Ugueto & Gutberlet, 2012 : Review of Teiid Morphology with a Revised Taxonomy and Phylogeny of the Teiidae (Lepidosauria: Squamata). Zootaxa, no 3459, p. 1–156.